# Phyllanthus lediformis
Phyllanthus lediformis är en emblikaväxtart som beskrevs av Eugene Jablonszky. Phyllanthus lediformis ingår i släktet Phyllanthus och familjen emblikaväxter. Inga underarter finns listade i Catalogue of Life.